# شرکت گل نما
شرکت گل نما یک منطقهٔ مسکونی در ایران است که در دهستان طراز ناهید واقع شده‌است. شرکت گل نما ۵۰ نفر جمعیت دارد.